# Tank Power Show
Tank Power Show – historyczna, militarna impreza plenerowa organizowana corocznie w maju w miejscowości Přelouč (kraj pardubicki, Czechy).
Impreza odbywa się nad odnogą Łaby i jest adresowana do różnych kategorii wiekowych uczestników. Biorą w niej udział grupy rekonstrukcyjne prezentujące sprzęt bojowy, umundurowanie i taktyczne pokazy techniki bojowej, przede wszystkim od II wojny światowej do współczesności. Dodatkową atrakcję stanowią koncerty muzyczne pod gołym niebem, możliwość przejazdu pojazdami pancernymi, park linowy, geocaching, strzelnice, paintball, airsoft, czy zabawy w wodzie.